# Orgullo de Sarajevo
El Orgullo de Sarajevo, u Orgullo bosnio-herzegovino, es el desfile del orgullo LGBT en la ciudad de Sarajevo, la capital de Bosnia y Herzegovina, que tuvo lugar por primera vez en 2019.

## Historia
El primer desfile del orgullo del país se llevó a cabo el 9 de septiembre de 2019 en Sarajevo. Se estima que 2000 personas marcharon en el primer desfile del orgullo de Bosnia y Herzegovina, convirtiendo al país en la última ex nación yugoslava en celebrar un evento del orgullo.
Estaba planificado que el segundo desfile del orgullo se realizara el 23 de agosto de 2020, a partir de las 12:00 en Sarajevo, pero se canceló debido a la pandemia de COVID-19. El tercer desfile del orgullo en Sarajevo tuvo lugar el 14 de agosto de 2021.

## Lista de desfiles
| #  | Año              | Fecha           | Lema                                                          | Asistentes (estimación) |
| -- | ---------------- | --------------- | ------------------------------------------------------------- | ----------------------- |
| 1ª | 2019             | 9 de septiembre | "Ima izać'!" ("¡Hay una salida!")                             | 2000                    |
|    | 2020 (pospuesta) | 23 de agosto    | "Nije život četiri zida" ("No es una vida de cuatro paredes") |                         |
| 2ª | 2021             | 14 de agosto    | "Otpor sa margine" ("Resistencia desde los márgenes")         | 300                     |
| 3ª | 2022             | 25 de junio     | "Porodično okupljanje" ("Reunión familiar")                   |                         |